# Toss a Coin to Your Witcher
«Toss a Coin to Your Witcher» (с англ. — «Ведьмаку заплатите чеканной монетой») — песня, написанная композиторами Соней Белоусовой и Джионой Остинелли на стихи Дженни Клейн. Впервые прозвучала 20 декабря 2019 года во второй серии телесериала Netflix «Ведьмак» в исполнении Лютика (Джои Бэти), после чего стала вирусным хитом и получила множество кавер-версий.

## История создания

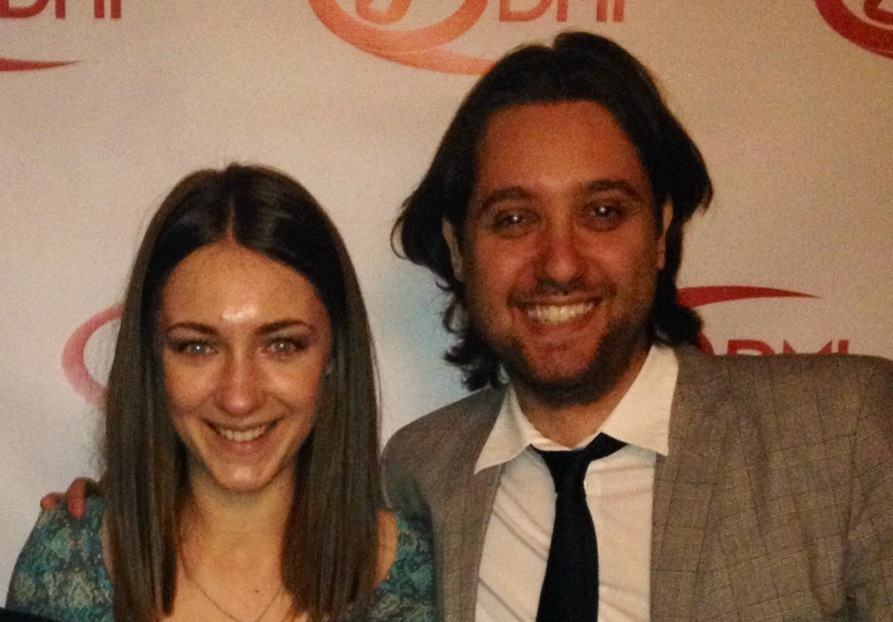
Авторы песни, Соня Белоусова и Джиона Остинелли, в 2014 году

Песня была написана за восемь месяцев до премьеры и имела несколько вариантов, включая рэп-версию, прежде чем окончательная версия была утверждена.
Песня была создана специально для сериала и не фигурирует в романах о Ведьмаке. Идея песни была инициирована сценаристом Дженни Клейн, которой было поручено написать сценарий для второго эпизода шоу.
Было установлено, что этот эпизод представляет собой знакомство барда Лютика (которого играет Джои Бэти) с Геральтом из Ривии (Генри Кавилл). Поскольку разговорчивость Лютика утомила Геральта, сценаристам нужно было найти причину, по которой Геральт позволил бы Лютику путешествовать с ним, и шоураннер Лорен Шмидт Хиссрик придумала, что среди песен Лютика будет песня, которая поможет доказать в целом мирные намерения Геральта тем, кто ему не доверяет, и даст ему некоторое уважение, что также будет отражением истории Йеннифэр из Венгерберга (Аня Чалотра), чародейки, которая, несмотря на свою внешность, тоже пытается творить добро; в эпизоде песня воспроизводится поверх изображений Геральта и Йеннифэр. Поскольку сценаристом этого эпизода была Клейн, ей также было поручено придумать тексты песен. Помимо разработки необходимых стихов, Клейн рассмотрела оригинальные романы «Ведьмак», и её поразило, что Геральту так и не заплатили за проделанную им работу, вдохновив её на ключевую фразу «Toss a coin to your Witcher». Клейн сказала, что как только она произнесла эту строчку, на написание остальной части текста ей понадобилось около десяти минут.
Затем тексты песен были переданы композиторам Соне Белоусовой и Джионе Остинелли, чтобы они написали один из первых музыкальных элементов для шоу. Они планировали попробовать несколько стилей, чтобы увидеть, что лучше всего подходит для песни, при этом сохраняя некоторые современные элементы, включая возможный стиль рэпа. Однако одна из их самых ранних попыток сразу же попала в цель, и они решили остаться с ней, работая в течение следующих восьми месяцев, чтобы получить нужный звук, привезя с собой целый ряд музыкальных инструментов со всего мира для проверки. Последняя запись песни, использованной в шоу, была сделана в Лондоне 4 июля 2019 года, когда Бэти заболел. Когда шесть месяцев спустя была завершена финальная постановка шоу, Бэти исполнил синхронизацию губ для песни.
По заказу Netflix песня была официально переведена как минимум на двенадцать других языков: польский, чешский, японский, немецкий, русский, французский, итальянский, португальский, венгерский, испанский, кастильский испанский и турецкий.
22 января 2020 года официальная версия песни была издана в составе саундтрека сериала «The Witcher (Music from the Netflix Original Series)» на лейбле Milan Records для цифровых и потоковых музыкальных сервисов.

## Реакция
После выхода второй серии сериала 20 декабря 2019 года песня стала вирусным хитом в течение нескольких дней. На YouTube появилось множество кавер-версий песни, некоторые из которых получили миллионы просмотров.
Композиторы песни Белоусова и Остинелли были рады увидеть так много разных фанатских версий, так как они чувствовали, что фанаты получают то же удовольствие, что и они, экспериментируя с разными стилями. Клейн была поражена тем, как быстро песня завоевала популярность у поклонников, и поблагодарила Белоусову и Остинелли за создание запоминающейся композиции.
Netflix подвергли критике за то, что до 22 января они не выпустили песню официально. Эта задержка была описана как необъяснимая и упущенная маркетинговая возможность.
В русском варианте кавер-версии песни исполняли Государственный Омский русский народный хор, группы «Radio Tapok», «Эпидемия», «Гран-КуражЪ», «Illidiance» и другие.

## Чарты
| Чарт (2020)                                   | Высшая позиция |
| --------------------------------------------- | -------------- |
| Австралия Australia Digital Tracks (ARIA)     | 22             |
| Венгрия (Single Top 40)                       | 9              |
| Новая Зеландия New Zealand Hot Singles (RMNZ) | 27             |
| Шотландия (OCC Scotland)                      | 27             |
| Великобритания (OCC UK Singles)               | 93             |